# Gutulia nationalpark
Gutulia nationalpark är en norsk nationalpark som ligger i ett urskogsområde i Engerdals kommun i nordöstra Hedmark, mot den svenska gränsen. Den gränsar till Långfjällets naturreservat, ligger endast 5 km från Femundsmarka nationalpark och var när den inrättades den 20 december 1968 18 km² stor. Den 10 september 2004 utvidgades den till att omfatta 22,563 km².

## Geografi, landskap och geologi
Parken ligger i ett typiskt östnorskt högtliggande (615-949 m ö.h.) skogsområde runt berget Gutulivola (949 m ö.h.) öster om Gutulisjøen. Det goda fiskevattnet Valsjøen ligger i ett myrområde i den östra delen. Båda sjöarna har sitt utlopp österut, mot Sverige. Marken består mestadels av näringsfattig sandsten.

## Flora och fauna
Landskapet runt Gutuliviola präglas av öppen tallskog, medan de lägre delarna av parken präglas av tät granskog med stort inslag av döda och nedfallna träd. Botaniskt sett är området artfattigt, med rikast variation längs floder och åar inne i granskogen. De flesta skogsdjuren förekommer här, som älg, rådjur, räv, mård, mink, bäver och utter. Tamren betar här och de stora rovdjuren stryker i området. De vanligaste fågelarterna är typiska skogsfåglar som bergfink, trädpiplärka och lövsångare.

## Kulturminnen
Det fanns fäboddrift från tre gårdar runt Gutuliasetra vid parkens sydvästra gräns mellan 1750 och 1949. Tretton hus från denna period har bevarats och landskapet och floran runt dem är fortsatt präglat av kulturlandskap. Området användes som betesmark av samerna från 1600-talet.
Det finns få eller inga spår av skogsbruk.